# 맨발의 친구들
《맨발의 친구들》은 2013년 4월 21일 방영을 시작한 SBS TV의 예능 프로그램인 일요일이 좋다의 전 코너이다. 2013년 11월 17일 방송을 끝으로 종영했으며, 후속작으로는 K팝스타 시즌 3가 방영됐다.

## 프로그램 소개

### 방영 초기
《맨발의 친구들》의 멤버들이 여행을 하면서 미션을 해결하고 그 과정에서 시청자들의 공감을 이끌어내고 감동과 재미를 느끼게 해주는 것을 목표로 시작했으나 여행지에서 런닝맨과 1박 2일을 따라한 듯한 인상을 풍기면서 프로그램의 성격을 바꾸는 강수를 두는 경우가 생기게 되어 6월 23일에 방영되는 10회차부터는 생고생 여행 버라이어티의 분위기가 완화 및 변경되었다.

### 방영 중기
《맨발의 친구들》의 멤버들이 단점을 고치고자 다이빙에 도전하고 자신의 이야기를 랩에 담아 자신의 노래를 만드는 과정에서 나오는 감동과 재미를 추구했으나 방영 초기의 방송 성격과 많이 달라지게 되었으며 키스앤 크라이나 스플래시, K팝 스타나 슈퍼스타K를 모방한 듯한 인상을 받게 되어 19회차부터는 방영 초기와 반대로 집밥 버라이어티로 주제를 바꾸게 되었다.

### 방영 후반부
《맨발의 친구들》이 맨발로 집밥의 대가들을 찾아가 그들의 레시피를 배우고 대가들의 집밥을 먹고자 하는 연예인들에게 식사를 차려주며 연예인들의 친구들과 추억을 만드는 과정을 예능 프로그램으로 포장하였다. 하지만 방영 초중기의 공감과 감동, 그리고 재미가 많이 희석되고 그 자리에 먹방과 식탐, 그리고 친목이 들어가게 되었다는 반론도 존재하게 되었다.

## 출연자

### 최종 출연자
- 강호동 (2013년 4월 21일 ~ 2013년 11월 17일)
- 윤종신 (2013년 4월 21일 ~ 2013년 11월 17일)
- 은지원 (2013년 6월 30일 ~ 2013년 11월 17일): 유세윤 및 김범수의 하차로 인해 출연
- 김현중 (2013년 4월 21일 ~ 2013년 11월 17일)
- 윤시윤 (2013년 4월 21일 ~ 2013년 11월 17일)
- 은혁 (2013년 4월 21일 ~ 2013년 11월 17일)
- 유이 (2013년 4월 21일 ~ 2013년 11월 17일)

### 역대 출연자
- 유세윤 (2013년 4월 21일 ~ 2013년 6월 16일): 음주운전으로 인해 하차
- 김범수 (2013년 4월 21일 ~ 2013년 6월 30일): 무릎부상으로 인해 잠정하차

## 시청률
- 위의 시청률은 TNmS와 AGB닐슨에서 공개한 시청률로 빨간색 숫자는 최고 시청률, 파란색 숫자는 최저 시청률을 나타낸다.

| 회차   | 방송일    | TNmS 시청률    | TNmS 시청률  | AGB 시청률     | AGB 시청률   |
| 회차   | 방송일    | 대한민국(전국) | 서울(수도권) | 대한민국(전국) | 서울(수도권) |
| 2013년 | 2013년    | 2013년         | 2013년       | 2013년         | 2013년       |
| ------ | --------- | -------------- | ------------ | -------------- | ------------ |
| 1      | 4월 21일  | 4.8%           | 4.9%         | 5.6%           | 5.6%         |
| 2      | 4월 28일  | 4.3%           | 5.3%         | 5.1%           | 5.1%         |
| 3      | 5월 5일   | 3.3%           | 4.1%         | 2.9%           | 3.6%         |
| 4      | 5월 12일  | 4.2%           | 4.4%         | 4.7%           | 5.5%         |
| 5      | 5월 19일  | 3.4%           | 3.5%         | 4.4%           | 4.8%         |
| 6      | 5월 26일  | 3.4%           | 3.8%         | 5.4%           | 7.0%         |
| 7      | 6월 2일   | 5.1%           | 5.4%         | 5.2%           | 5.4%         |
| 8      | 6월 9일   | 4.8%           | 4.8%         | 5.6%           | 6.0%         |
| 9      | 6월 16일  | 4.3%           | 4.7%         | 4.6%           | 4.8%         |
| 10     | 6월 23일  | 5.5%           | 5.8%         | 5.6%           | 6.4%         |
| 11     | 6월 30일  | 5.2%           | 6.2%         | 4.8%           | 5.1%         |
| 12     | 7월 7일   | 5.8%           | 6.0%         | 6.6%           | 7.0%         |
| 13     | 7월 14일  | 7.0%           | 8.6%         | 7.3%           | 7.4%         |
| 14     | 7월 21일  | 5.9%           | 6.5%         | 6.0%           | 6.1%         |
| 15     | 7월 28일  | 6.3%           | 7.3%         | 6.7%           | 6.9%         |
| 16     | 8월 4일   | 5.4%           | 6.0%         | 3.4%           | 5.0%         |
| 17     | 8월 11일  | 3.4%           | 4.2%         | 3.4%           | 3.5%         |
| 18     | 8월 18일  | 3.7%           | 4.9%         | 4.0%           | 4.5%         |
| 19     | 8월 25일  | 6.3%           | 6.9%         | 6.0%           | 6.0%         |
| 20     | 9월 1일   | 5.5%           | 6.2%         | 5.8%           | 5.9%         |
| 21     | 9월 8일   | 4.8%           | 5.4%         | 6.1%           | 6.5%         |
| 22     | 9월 15일  | 5.0%           | 6.1%         | 5.3%           | 5.5%         |
| 23     | 9월 22일  | 4.6%           | 4.9%         | 5.5%           | 6.4%         |
| 24     | 9월 29일  | 5.1%           | 5.9%         | 6.2%           | 6.6%         |
| 25     | 10월 6일  | 6.3%           | 7.0%         | 6.6%           | 7.2%         |
| 26     | 10월 13일 | 4.8%           | 5.6%         | 5.2%           | 5.3%         |
| 27     | 10월 20일 | 5.1%           | 6.7%         | 5.6%           | 6.2%         |
| 28     | 10월 27일 | 6.5%           | 7.6%         | 7.9%           | 8.0%         |
| 29     | 11월 3일  | 5.2%           | 6.4%         | 6.2%           | 6.6%         |
| 30     | 11월 10일 | 4.2%           | 5.3%         | 4.7%           | 5.1%         |
| 31     | 11월 17일 | 4.9%           | 5.6%         | 5.4%           | 5.5%         |

## 수상 경력
- 2013년 제1회 김천시 회장배 국제 다이빙 마스터스 대회 특별상

## 경쟁 프로그램
- 일요일이 좋다
  - 런닝맨 (2부 프로그램)

- 해피선데이
  - 맘마미아 (경쟁 프로그램)
  - 1박 2일 (2부 프로그램)

- 일밤
  - 아빠! 어디가? (경쟁 프로그램)
  - 진짜 사나이 (2부 프로그램)